# Regeringsformatie België 1991-1992
Na de verkiezingen voor het federale parlement in België op 24 november 1991 ging de formatie van een nieuwe federale regering van start. De regeringspartijen van Martens IX (CVP, PSC, SP en PS) verloren zwaar en ook vroegere coalitiepartner Volksunie van Martens VIII verloor eveneens. Winnaar was vooral het extreemrechtse Vlaams Blok, waardoor deze verkiezingsdag ook wel bekendstaat als Zwarte Zondag. Na een informatieopdracht van Frans Grootjans (PVV), mislukte Guy Verhofstadt (PVV) in het vormen van een paarse regering. Daarna faalde Melchior Wathelet eveneens in het vormen van een tripartite of het vinden van een tweederdemeerderheid voor een staatshervorming. Jean-Luc Dehaene (CVP) werd op 1 februari benoemd tot informateur en zag in dat een tripartite vormen onmogelijk was. Hij vormde als onderhandelaar een roomsrood kabinet en legde op 7 maart 1992 met zijn regering de eed af, 104 dagen na de verkiezingen.

## Verloop van de formatie

### Informateur Frans Grootjans (29 november - 9 december)
Na de verkiezingen begon koning Boudewijn zijn raadplegingen met verschillende afgevaardigden van de partijen. Op 29 november belastte de koning Frans Grootjans (PVV), minister van Staat en voormalig vicepremier, met een informatieopdracht. Hij moest nagaan welke coalities mogelijk maken. De PVV was zelf voorstander van een paarse, dan niet paarsgroene coalitie. Op 2 december begon de informateur aan zijn raadplegingen. Hij ontving, zoals gebruikelijk, eerst de voorzitters van Kamer en Senaat. Het werd ook duidelijk dat een alternatieve coalitie een aartsmoeilijke en gevaarlijke zaak zou worden. Na nog een week raadplegen en consulteren, werd hij op eigen verzoek door de koning op 9 december van zijn opdracht ontheven

### Formateur Guy Verhofstadt (9 december - 18 december)

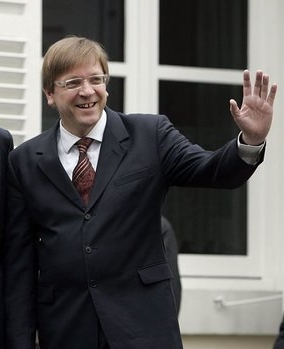
Formateur Guy Verhofstadt

Nog diezelfde dag nog werd partijvoorzitter Guy Verhofstadt (PVV), tevens voormalig vicepremier, benoemd tot formateur. Hij zou een jonge, paarse coalitie willen smeden voor een regering met een beperkt programma voor een beperkte periode. De laatste paarse regering, Van Acker IV, dateerde van 1958. Op 10 december ontving formateur Verhofstadt enkel de voorzitters van de liberale en socialistische partijen, en liet daarmee dus daadwerkelijk blijken dat hij aan een paarse coalitie werkte. Op 12 december was Verhofstadt klaar met zijn raadplegingen. Hij werkte vanaf dan aan een nota die voor alle gesprekspartners een basis zou vormen. Op 13 december lieten de twee socialistische partijen (PS, en SP) weten dat ze ingingen op volgende gesprekken met de formateur. Echter, het verdere verloop van de onderhandelingen voor paarsgroen zal afhangen van de voorstellen van Verhofstadt. Agalev had al laten verstaan verder te willen onderhandelen, onder voorwaarden. Op 16 december liet Verhofstadt zijn nota bezorgen aan de liberalen en aan de socialisten. De groenen waren ontstemd omdat zij er niet bij werden betrokken. Op 17 december lieten de partijbureaus van PS en SP weten dat een "louter" paarse coalitie niet werkbaar is en eisten de toetreding van de groenen tot de onderhandelingen. Eén dag later lieten Ecolo en Agalev weten dat ze niet ingingen op de vraag om te onderhandelen over een coalitie. Hierop trok formateur Guy Verhofstadt naar de koning, die hem van zijn taak ontlastte. Paarsgroen was echter al gedoemd te mislukken, omdat SP op 15 december had gevraagd of zij de premier mochten leveren. Verhofstadt kon hier echter niet mee instemmen.

### Formateur Melchior Wathelet (19 december - 31 januari)
Eén dag later, op 19 december, benoemde de koning Melchior Wathelet (PSC), ontslagnemende vicepremier en minister van Justitie en Middenstand, tot formateur. Zo kwam de bal weer terecht in het christendemocratische kamp. PS-voorzitter Guy Spitaels legde de lat voor hem echter hoog op communautair vlak. Op 20 december hield Wathelet zijn eerste raadplegingen. Zijn kansen werden echter laag ingeschat. Hij moest immers PS en CVP rond de tafel krijgen en ze laten toegeven. Nadat de voorzitters van CVP, PSC, PS en SP bij hem waren langs geweest, kondigde formateur Wathelet aan dat hij een roomsrode regering probeerde te vormen. Wathelet sprak eind december en begin januari niet alleen met politici, maar ook met veldwerkers in allerlei welzijns- en milieuorganisaties. Intussen werd duidelijk dat PS vragende partij was naar meer fiscale autonomie voor de deelgebieden, om de Franstalige leerkrachten meer te betalen. Op 7 januari ketste CVP de bal terug door te zeggen dat daar een tweederdemeerderheid voor nodig is en de klassieke tripartite daar de meest aangewezen formule voor zou zijn.  Op 9 januari spraken de voorzitters van de vier partijen met elkaar. Ook de CVP zette de weg open naar een tripartite. CVP en PVV gaan immers met elkaar praten om een Vlaamse executieve te vormen, aldus voorzitter Herman Van Rompuy (CVP) op 9 januari. Ook werd duidelijk dat de SP de wringende partij was in de roomsrode formule. Wathelet zou daarom wachten tot de vorming van een Vlaamse executieve zonder de socialisten. Roomsrood werd alsmaar onwaarschijnlijker. Voor het eerst werd de vorming van de nationale regering beïnvloed door de regionale coalities, in plaats van vice versa.
Op 13 januari ontmoette formateur Wathelet opnieuw samen de vier voorzitters. Vraag was of CVP SP liet vallen en met de PVV een tweederdemeerderheid bekomen zou worden of dat de PVV en de SP allebei aan tafel zouden komen. Na enige onderhandelingen kwamen de vier voorzitters opnieuw samen op 27 januari. CVP wilde eindelijk duidelijkheid hebben over de manier waarop Wathelet een tweederdemeerderheid zou realiseren. Deze waren gering geworden omdat de PVV en de PRL hun lot eerder op de dag aan elkaar verbonden hadden. Op 29 januari ontmoette Wathelet de voorzitter van het FDF en politici van Agalev en Ecolo. Wathelet zou enkel nog een kans maken op een tweederdemeerderheid als de groenen mee zouden doen. De PVV had een gesprek met Wathelet immers afgewezen. Later op de dag lieten de groenen weten geen garanties te geven voor een tweederdemeerderheid. Ook de liberalen en de Volksunie kwamen langs bij Wathelet op 30 januari en gaven niet hun steun voor een tweederdemeerderheid. Op 31 januari ging Wathelet naar de koning om zijn ontslag aan te bieden. Dit werd aanvankelijk geweigerd, waarop Boudewijn de voorzitters van de traditionele partijen probeerde te overtuigen toch met Wathelet mee te werken. De koning wilde dat ofwel CVP haar eis op een tweederdemeerderheid zou opgeven of dat Verhofstadt zijn verzet tegen een tripartite zou opgeven. Het mocht niet baten en formateur Melchior Wathelet werd ontheven van zijn opdracht.

### Informateur Jean-Luc Dehaene (1 februari - 22 februari)

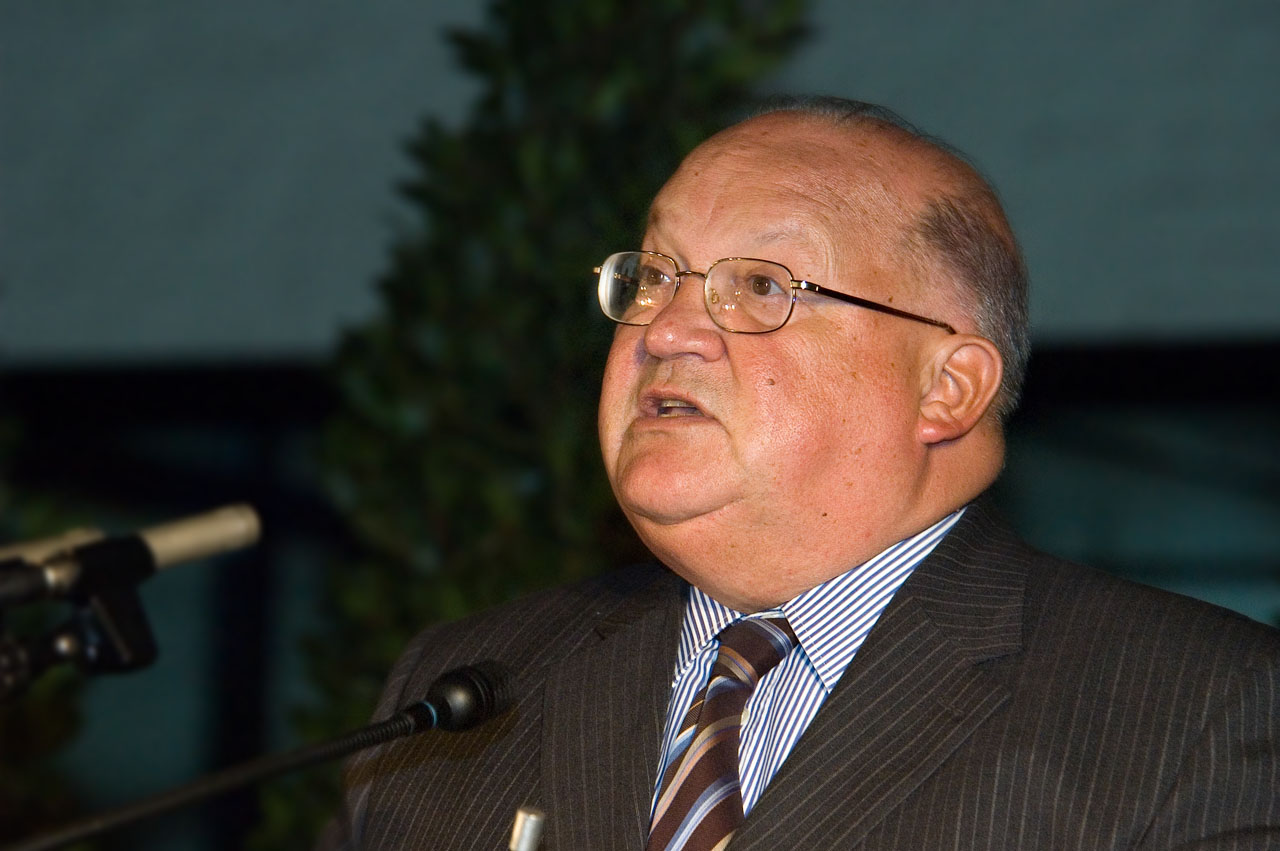
Jean-Luc Dehaene

Op de avond van 1 februari werd Jean-Luc Dehaene (CVP), ontslagnemend vicepremier, benoemd tot informateur. Dit kwam in zijn partij niet goed aan. Wathelet zei op 3 februari dat het een illusie is te denken dat er een definitieve staatshervorming kan komen. Ook zal volgens hem een nieuwe regering nog veel tijd kosten. Alsmaar werd duidelijk dat Dehaene aan een tripartite werkte. Op 5 februari praatte hij met de PS, PSC, FDF, Ecolo en Agalev. De informateur liet op 6 februari verstaan dat er op drie fronten wordt gewerkt: het sociaal-economische, de concrete noden en de staatshervorming. Op 12 februari werd Dehaene bij de koning verwacht. Hij zou zijn contacten voortzetten. Hij sprak met de liberalen en met de vakbonden. Eén dag later sprak hij met de zes partijvoorzitters van de klassieke partijen en gaf hen elk drie nota's, die als basis voor gesprekken moeten dienen. Er werd hier echter maar matig op gereageerd. Op 17 februari werd er gereageerd op de nota's. PVV zag geen vernieuwing in de voorstellen van informateur Dehaene. Ook de PS weigerde op 18 februari mee te gaan in een tripartite. Dit zou immers betekenen dat de Waalse liberalen ook in de Waalse en Franse Gemeenschapsregering kwam te zitten, iets wat de PS niet zag zitten. Op 19 februari kwam Dehaene bij de koning langs om die avond, nadat hij de voorzitters van roomsrood had gezien, mee te delen dat een klassieke tripartite vormen nu onmogelijk zou zijn. Hij zou wel aan een oplossing werken, zodat er geen nieuwe verkiezingen moesten gehouden worden. Op 20 februari lieten CVP en SP weten dat ze nog steeds een tweederdemeerderheid wilden, maar dan eventueel los van de regeringsvorming. De liberalen lieten nog maar eens weten geen steun te zullen geven. Op 21 februari werd het duidelijk dat de vier partijen CVP, SP, PSC en PS akkoord gingen met de voorstellen van informateur Dehaene om een nood-kabinet te vormen. Op 22 februari werd Dehaene daarom benoemd tot "koninklijk onderhandelaar".

### Onderhandelaar Jean-Luc Dehaene (22 februari - 6 maart)
Op 25 februari begonnen delegaties van de vier partijen aan de definitieve gesprekken over de vorming van een roomsrode regering. De dag voordien had de SP echter gemeld dat ze vonden dat het land nood had aan een volwaardige en geen noodregering. De PS was hier trouwens ook tegen. CVP had echter geopperd de nieuw te vormen regering er een was met een beperkt programma en beperkt in de tijd. Na enkele dagen onderhandelen werd het duidelijk dat Jean-Luc Dehaene hoogstwaarschijnlijk zal slagen in zijn opzet en premier zou worden. Er werd immers een akkoord bereikt in het weekend van 29 februari en 1 maart. Op 6 maart keurden de partijcongressen het akkoord goed en zetten het licht op groen op regeringsdeelname.

### Formateur Dehaene (6 maart - 7 maart)
Na afloop van de partijcongressen werd Jean-Luc Dehaene tot formateur aangesteld. Het was de eerste keer dat de koning iemand tot formateur benoemde ná de onderhandelingen. Nog geen 24 uur later legde de regering-Dehaene I op 7 maart 1992 de eed af.

## Staatshervorming
Jean-Luc Dehaene kon toch de door CVP gewilde staatshervorming nog waarmaken. Op 29 september 1992 bereikte regering-Dehaene I het Sint-Michielsakkoord. Deze werd gesteund door Volksunie en de groenen (Agalev en Ecolo).